# 迷迭香
迷迭香（學名：Salvia rosmarinus）是唇形科、鼠尾草属的一種多年生常绿灌木，原产于地中海盆地，其叶、茎、花富含芳香油，常用作烹饪或精油中的香料。
迷迭香在曹魏時期時即引進中國種植，现今在人工园圃中仍偶有栽培。

## 形态

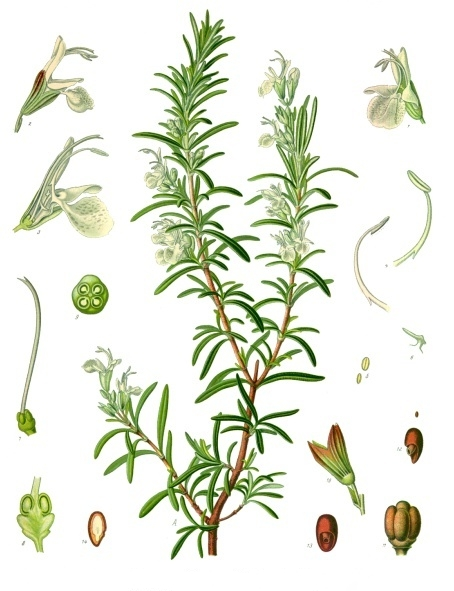
《科勒藥用植物》(1897)中迷迭香（时称Rosmarinus officinalis）的绘图

多年生常绿小灌木。迷迭香的品種依植株的形狀可以分為二大類型，一類是主幹向上生長的直立型，另一類為枝條橫向生長的匍匐型，直立型的種類植株高度可以生長至1.5公尺高。
迷迭香的叶子对生，針狀革质，長2-4公分，寬0.2-0.5公分，常在枝上叢生，線形先端鈍，基部漸狹，全緣，灰綠色，革質，向背面捲曲，上部稍具光澤，近無毛，下面密被白色星狀絨毛，具強烈辛香味；葉柄極短或無柄，葉面綠色；葉背白色，長有濃密的短綿毛；夏季开唇形花，花腋生，少數聚集在短枝的頂端組成總狀花序，近梗，轮生于叶腋中，顏色有白色、粉紅色、紫色及藍色，花期十一月；果實小堅果卵狀近球形，平滑，具一油質體。

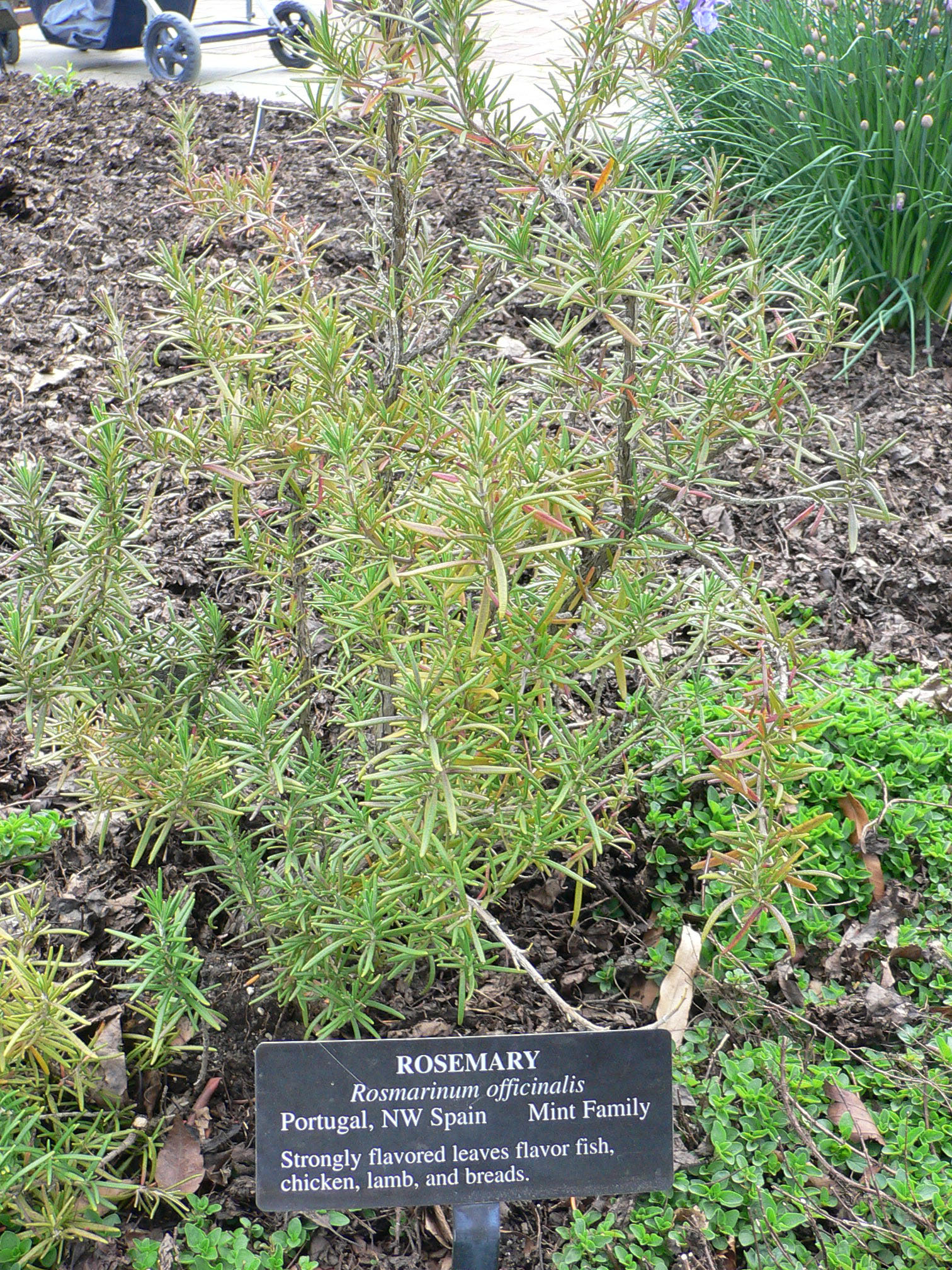
植株
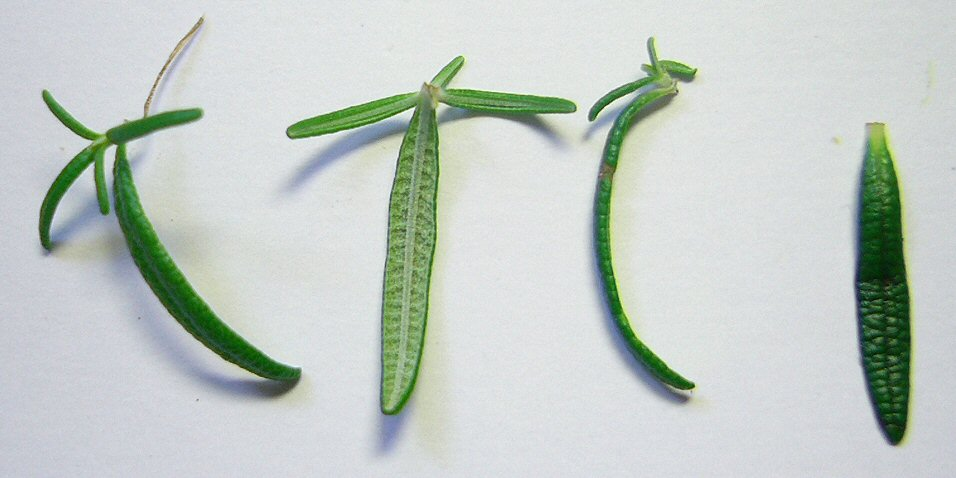
葉
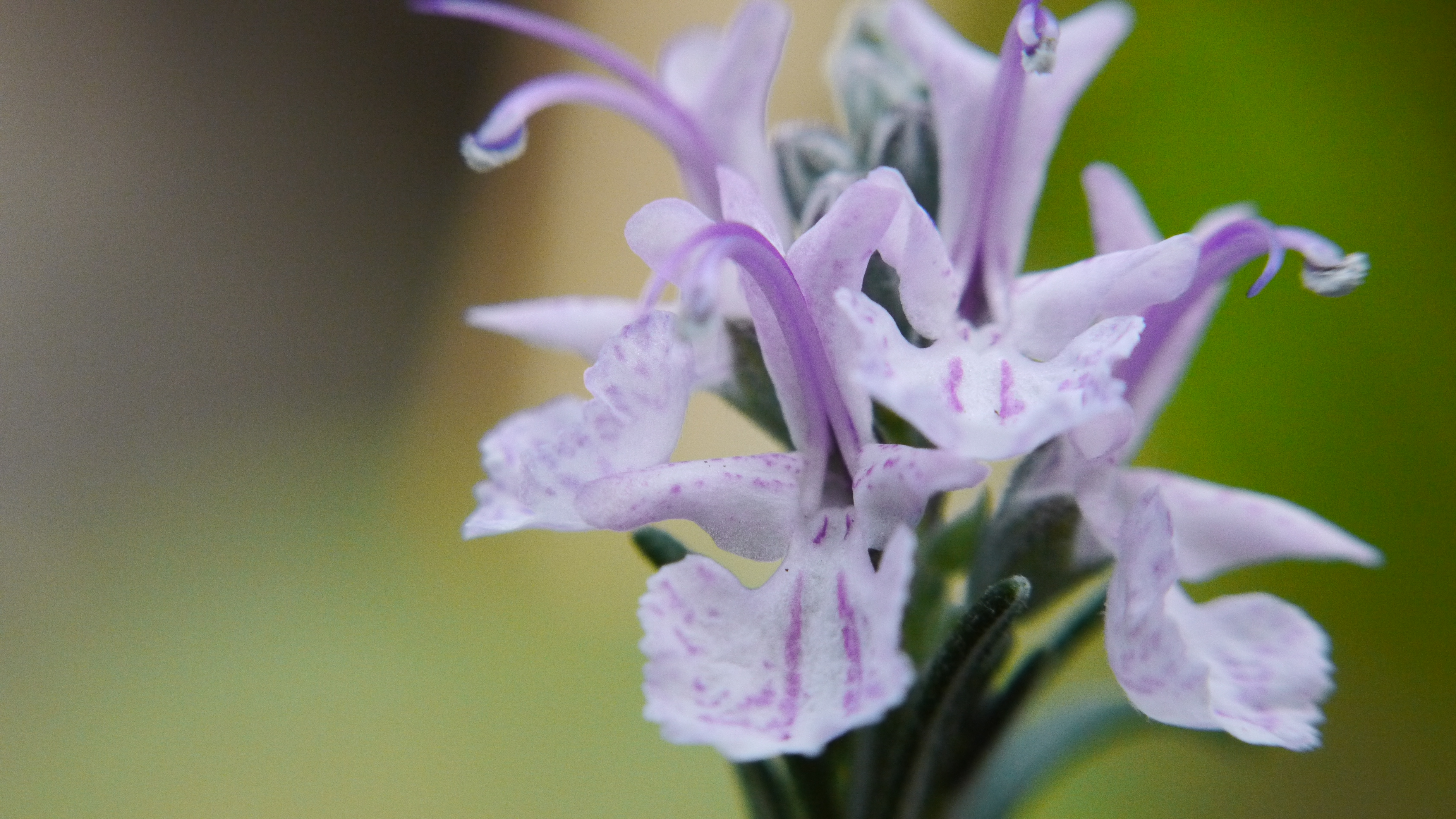
花
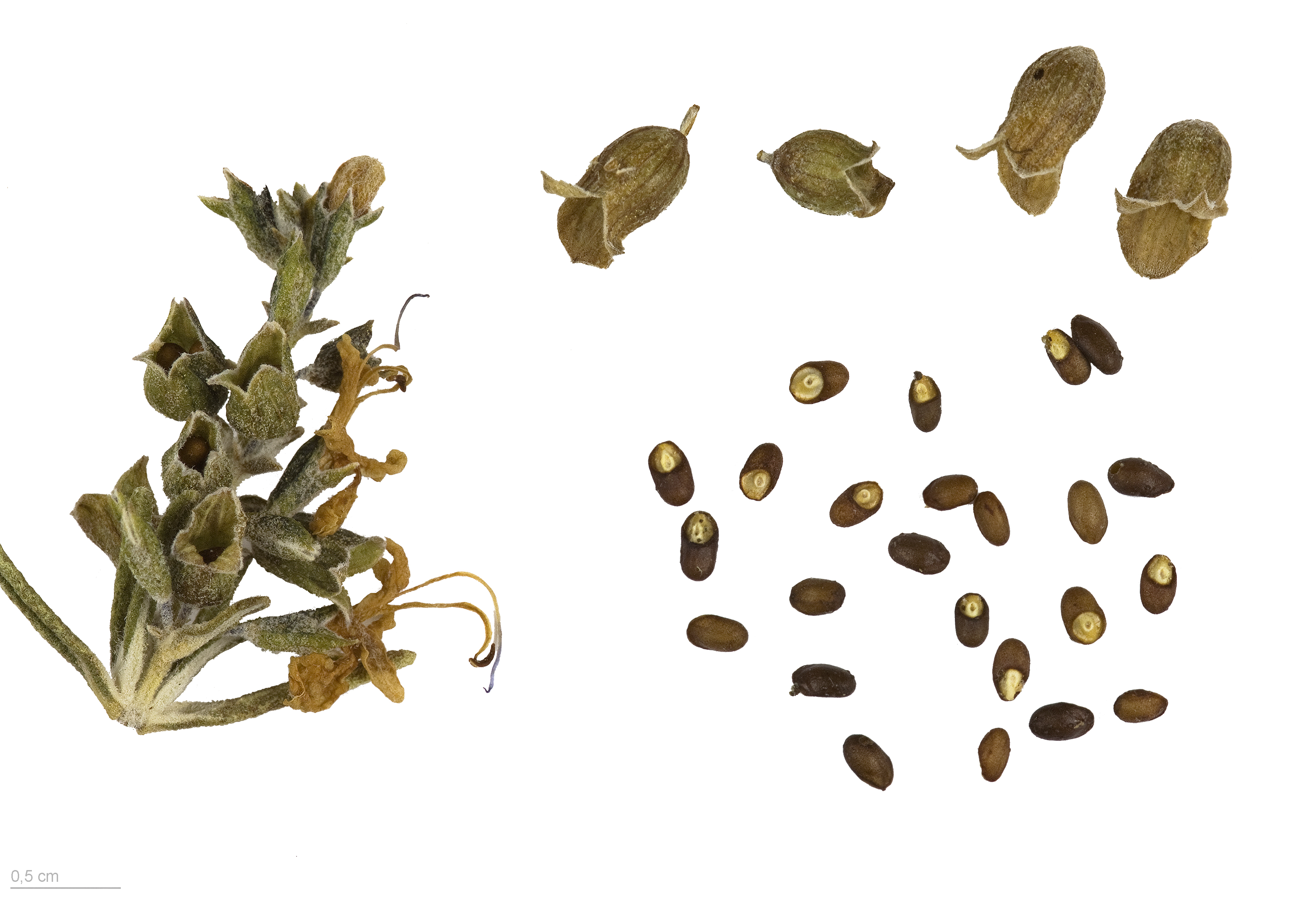
迷迭香 - 圖盧茲博物館標本
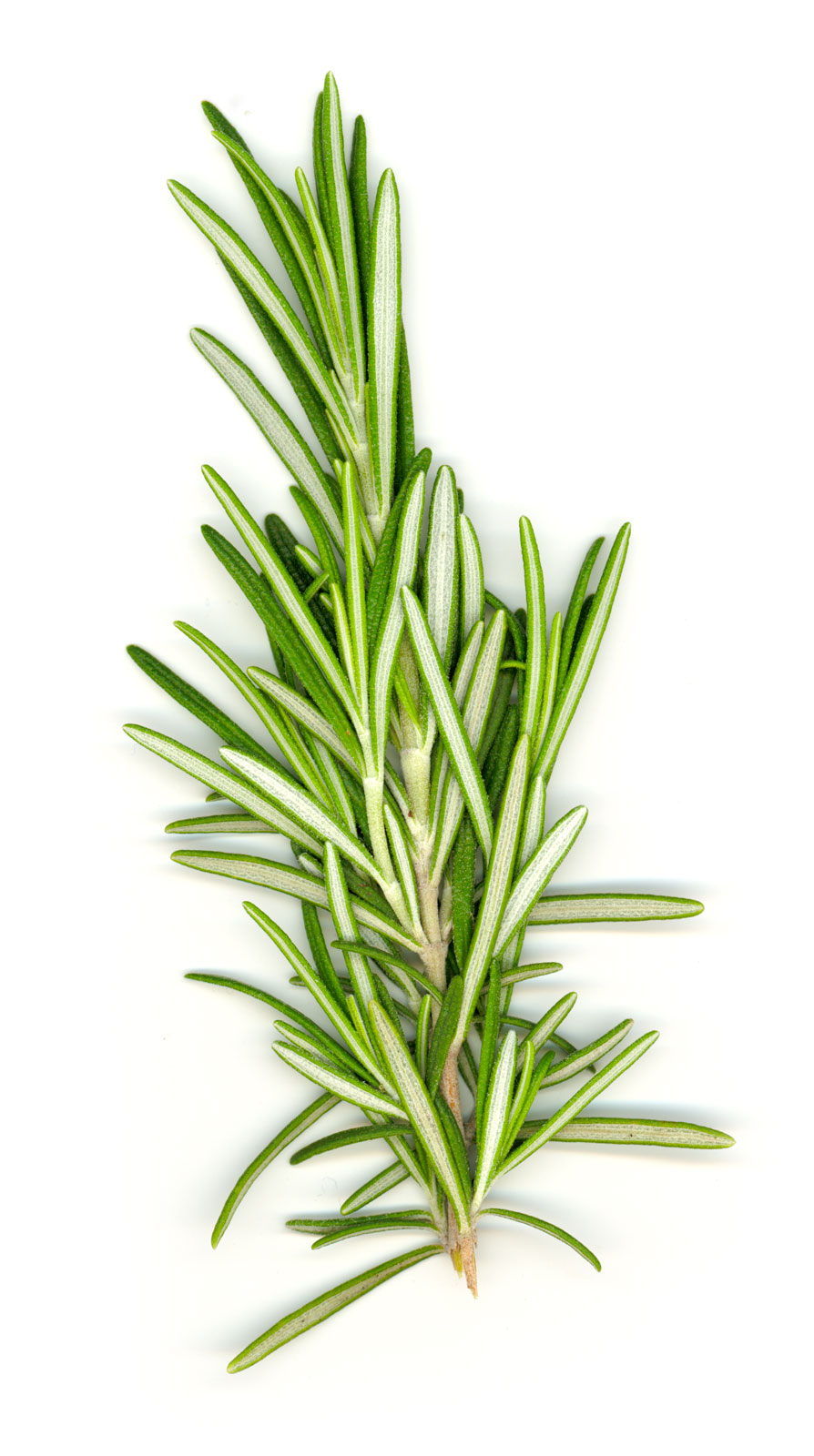
迷迭香
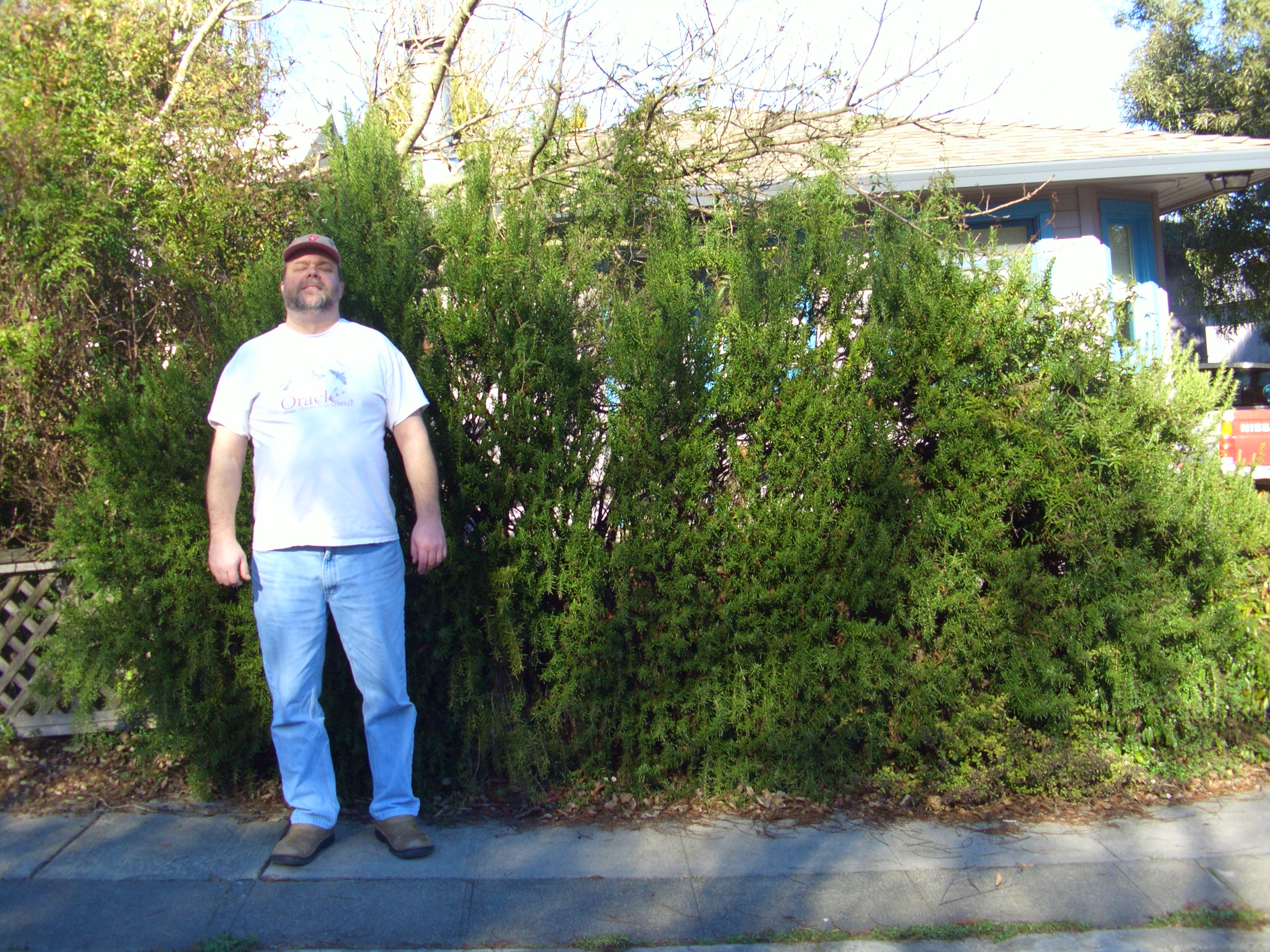
迷迭香大灌丛
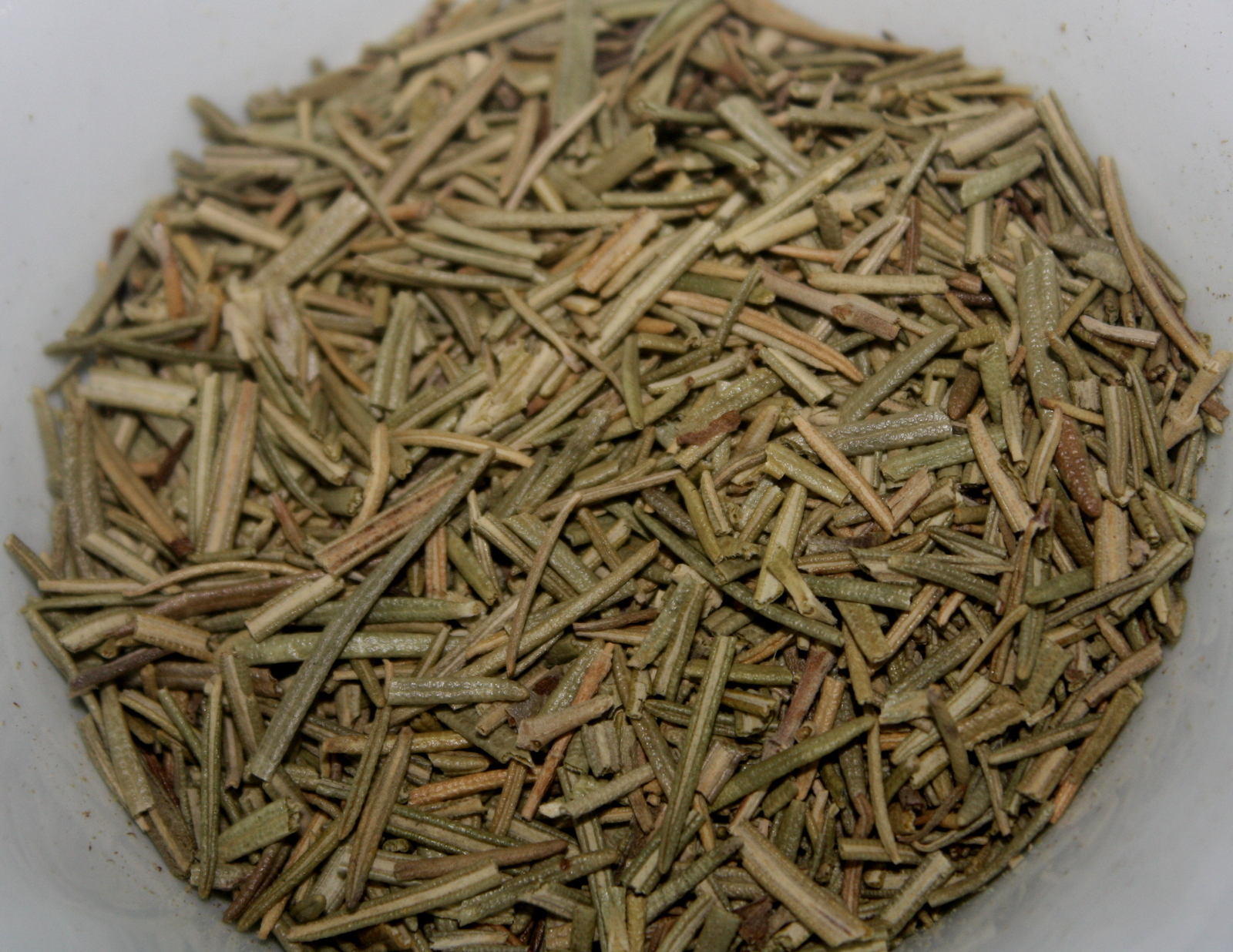
干燥的迷迭香

## 用途

### 烹饪
新鮮或乾燥的迷迭香叶具有类似松针的浓烈香气，在西餐中常作为烹饪或烘焙时的香料使用，多用于咸味食物，例如用迷迭香带叶的短枝油煎、炖煮或烤制大块的牛羊肉类，或是为佛卡夏面包或焗马铃薯调味，其木质的枝条甚至可以作为烤肉用的串签。其葉也可泡制花草茶。

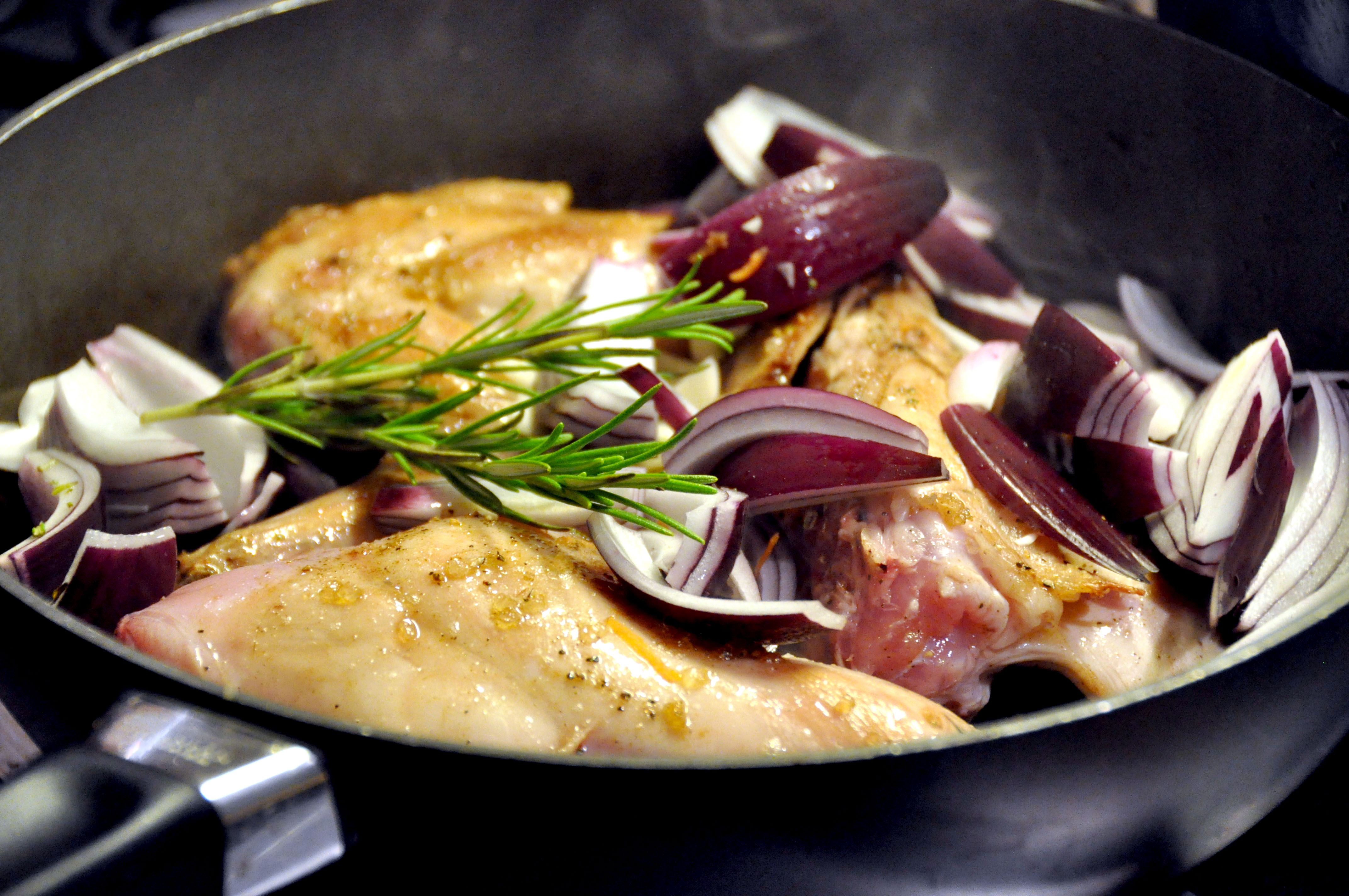
以迷迭香和紅洋蔥煎制兔肉
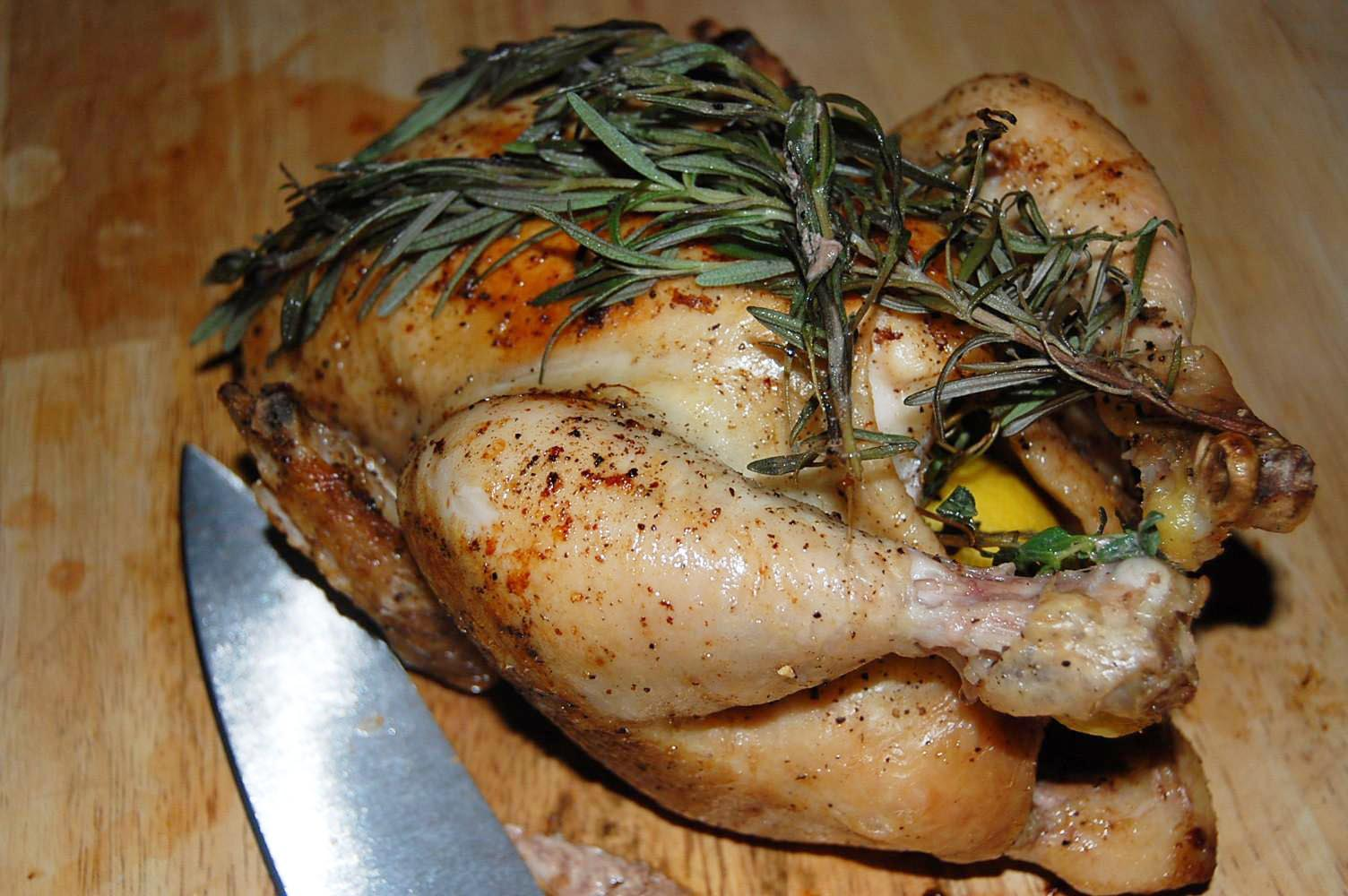
迷迭香烤鸡
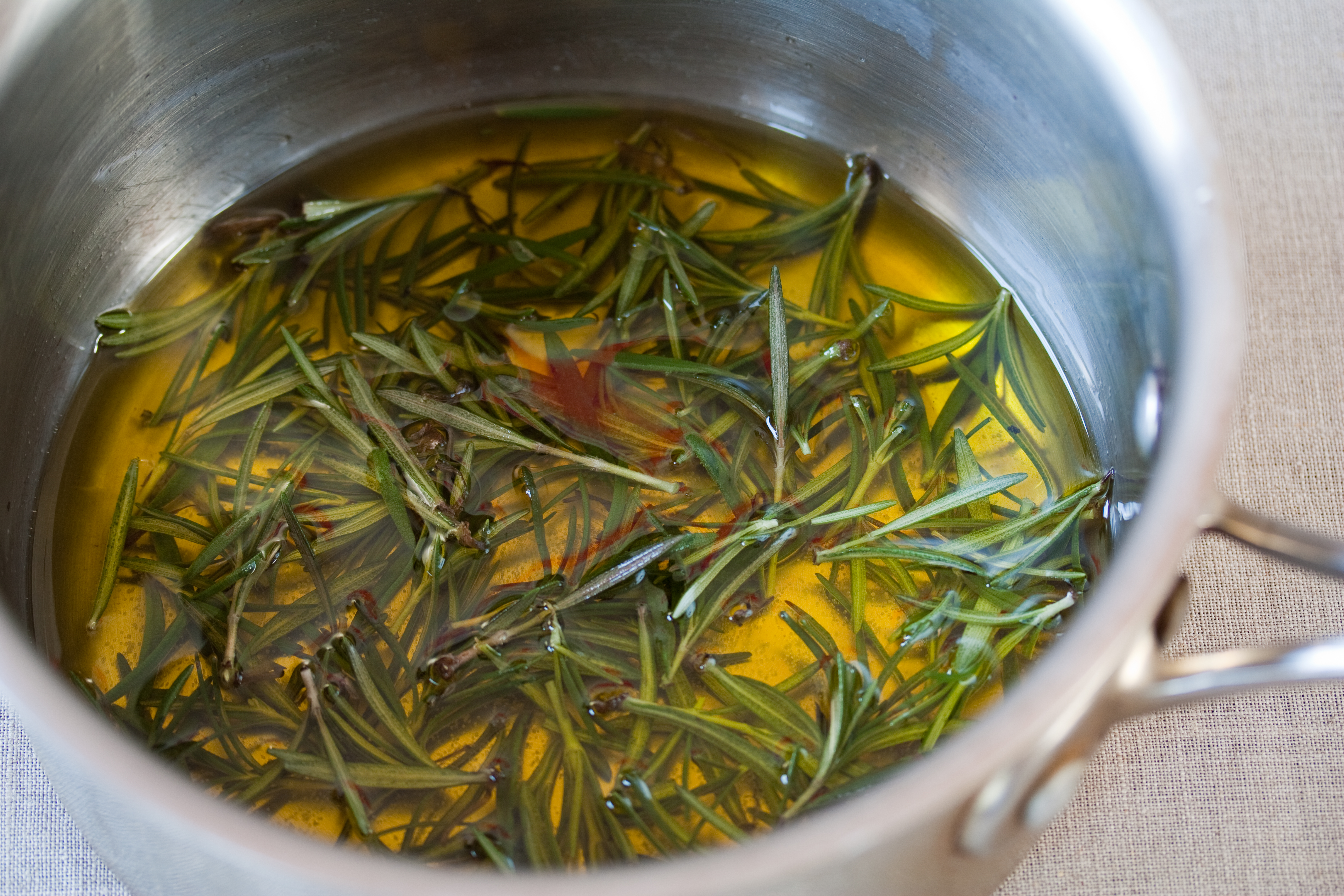
以迷迭香浸渍橄榄油，使油充满香气
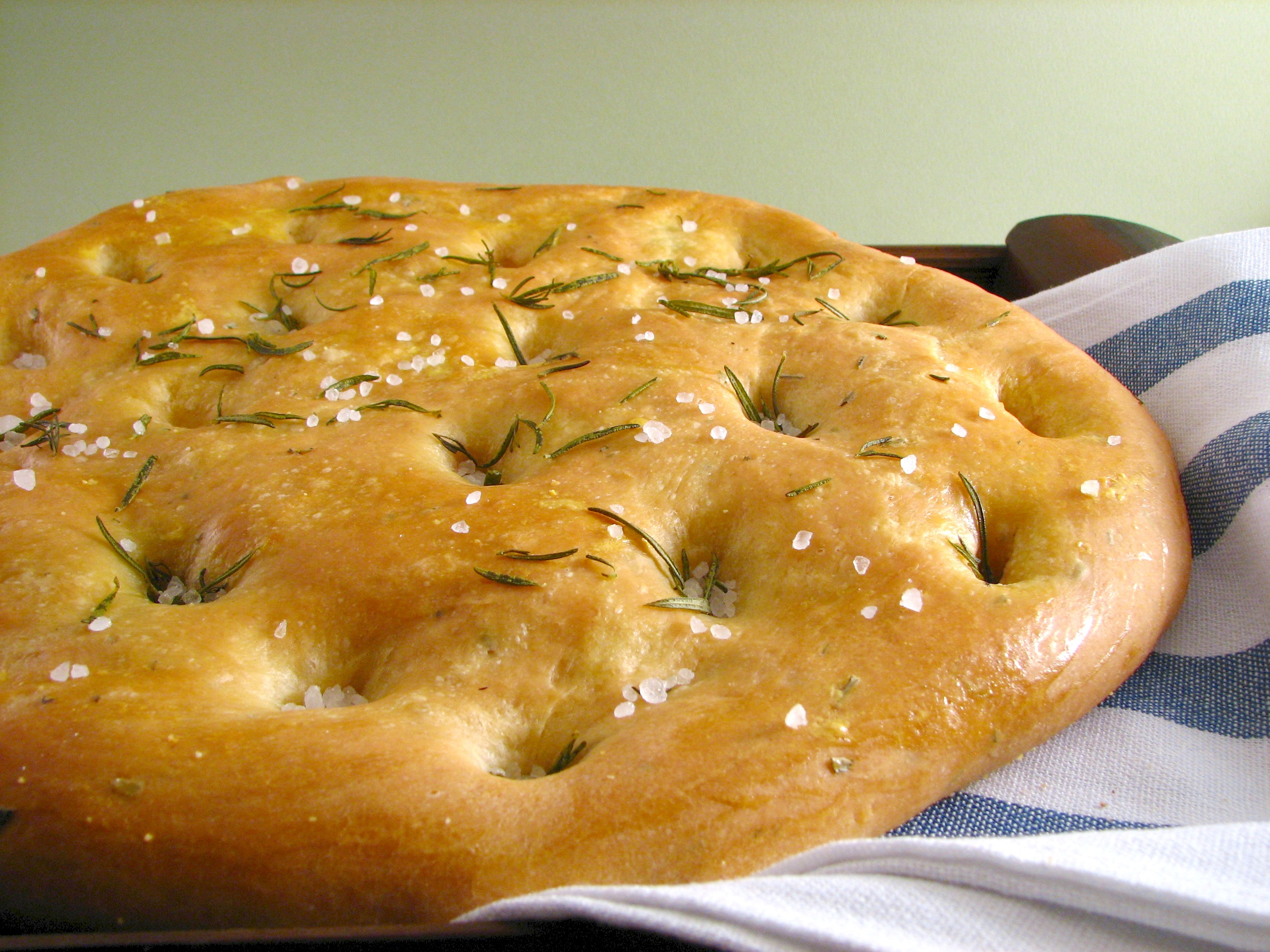
迷迭香佛卡夏面包

### 香氛

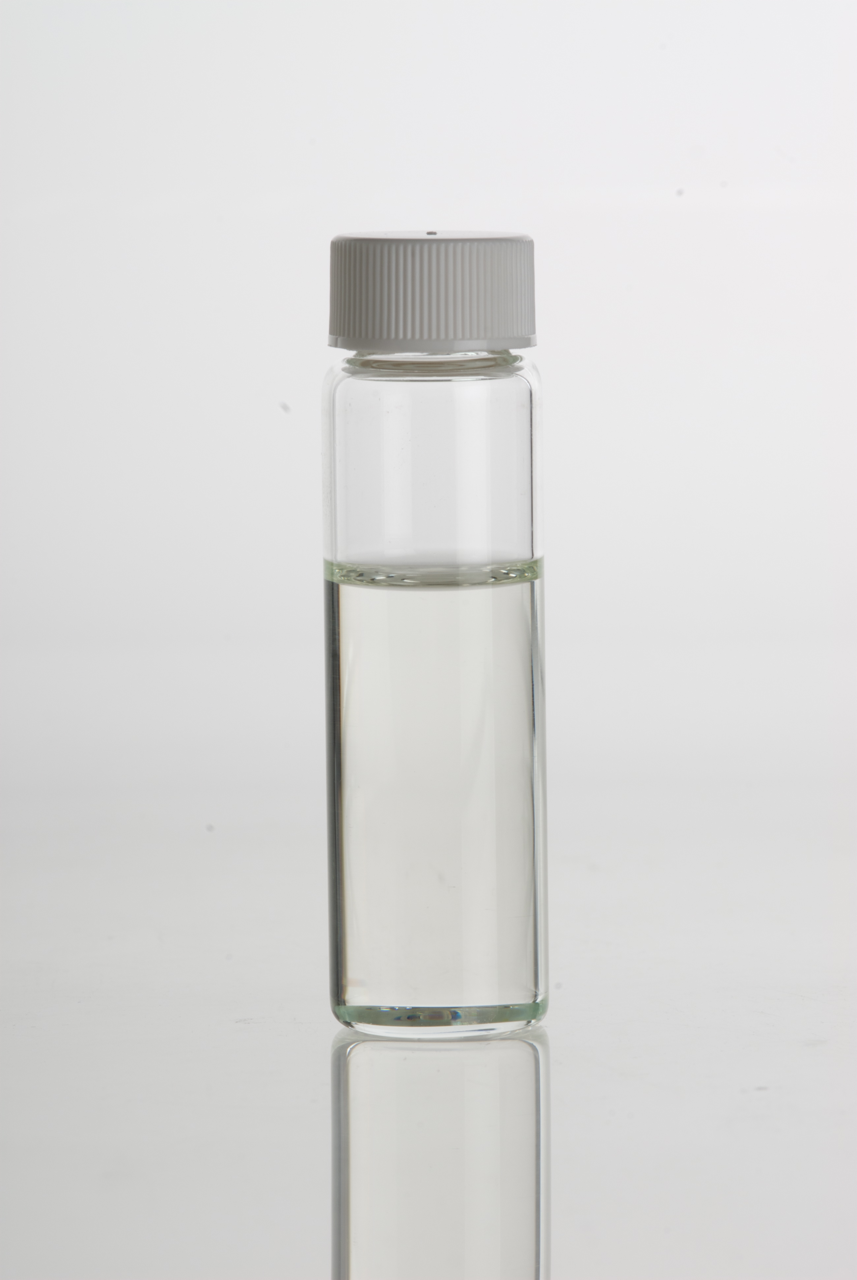
迷迭香精油

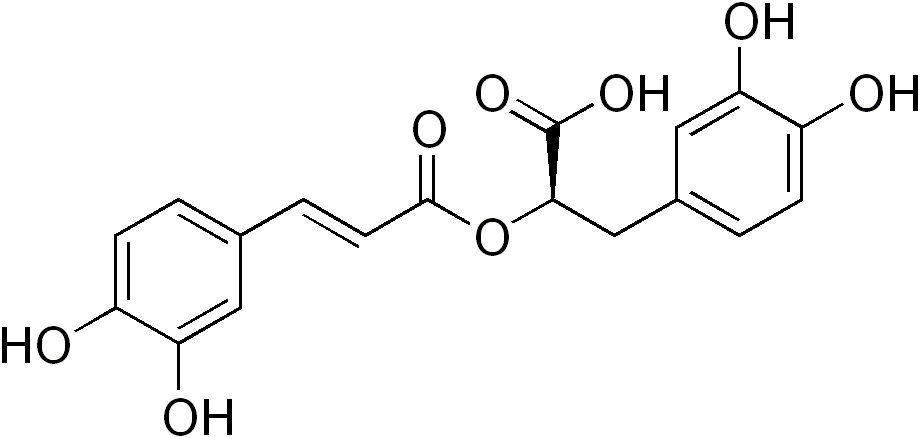
迷迭香酸化學式

迷迭香油用於身體上的香水或使一個房間發出的香氣。它像熏香一樣可以被燃燒，或在洗髮水和清潔產品上添加。

### 園藝
迷迭香可以用來做為庭園觀賞植物，特別適合在地中海型氣候（夏季少雨，冬季湿润且温度在冰点以上）的環境下生長，在地中海气候区常用作露天绿化。迷迭香虫害较少且极耐旱，较適合園藝初學者種植，种植失败、植株枯死的原因多为澆水過多或环境过于湿润。

### 化學物質
迷迭香包含許多植物化學成分物質，包括迷迭香酸，樟腦，咖啡酸，熊果酸，樺木酸，和抗氧化劑鼠尾草酸和鼠尾草酚。

### 传统医学
在印度傳統醫學中，迷迭香的花和葉及其中提取的精油被认为可用於治療多種病症。

## 文化
在中世紀，迷迭香與婚禮有關。新娘會戴迷迭香頭飾和新郎和參加婚禮的賓客都會戴迷迭香小枝。從這個與婚禮相關聯，迷迭香被認為是有一種愛情的魅力。
在神話上，迷迭香具有改善記憶的聲譽，同時在歐洲和澳大利亞被用作在戰爭紀念活動和葬禮的紀念標誌。送葬者將它扔進墳墓以作為對死者懷念的象徵。
在莎士比亞的哈姆雷特，奧菲利亞說，「迷迭香，那是紀念」（哈姆雷特，四5）。在澳大利亞迷迭香的小枝戴在澳新軍團日，有時國殤紀念日，以紀念象徵加利波利半島上野生生長的迷迭香。

## 英语命名
「rosemary」是迷迭香的英文名稱，但這個名稱和英文的rose（玫瑰）及Mary（瑪莉）並沒有關係，而是由迷迭香的拉丁文名稱轉化而來，由“露水”（ros）和“海”（marinus）两个字根组成，意指“来自海洋的露水”。由于迷迭香特别耐旱，甚至只需要來自海上的水氣就能存活。

## 栽培
迷迭香能適應炎熱的天氣，日照充足、施肥恰當、良好通風，都能生長良好。在春秋兩季皆可自行分株扦插，剪下約五至十公分不等的迷迭香，其底端泡水約半日，其後去除下方約2至3公分的葉子，若在下方沾些許發根粉，成功率將提高，約一至兩週就會發根良好。
水插繁殖任何時候都可以進行，適合新手與沒空照顧澆水的人，非常方便，且成功率達75%以上。只要摘下頂芽約7到10公分，底部兩三節泡自來水，葉子完全不用摘，一兩天換水一次即可。枝條發芽有快有慢，沒爛掉變黑還翠綠就會持續長，還可以當桌面小盆栽用。

### 品种
迷迭香有多个人工栽培品种，依外形和生長習性，大致可分為直立型及匍匐型二個品系。直立型迷迭香株高 1~2 公尺，莖成熟後轉木質化，革質葉片狹長針狀，較匍匐型迷迭香大，但少見開花。匍匐型迷迭香株高 30~60 公分，硬質莖，分枝呈扭曲及渦旋狀，橫向彎曲伸長達 50~120 公分，比直立型品種葉片較小且較不耐寒，但開花較多，一年可開花數次，四、五月間最盛，是極佳的吊盆及地被植物。直立型迷迭香所需生長空間較小，採收也較方便，經濟栽培最為常見。
部分迷迭香品种如下：
- 匍匐迷迭香（Severn Sea Rosemary）
- 寬葉迷迭香（Rex Rosemary）
- 金斑迷迭香  (golden rosemary)
- 針葉迷迭香（Pine Rosemary）
- 粉紅迷迭香（Pinkie Rosemary）
- 藍小孩迷迭香（Blue Boy Rosemary）
- 抱木迷迭香（Lockwood Rosemary）

## 外部連結
- （英文）Rosemary List of Chemicals (Dr. Duke's)
- . A Modern Herbal.   [2021-12-14]. （原始内容存档于2021-04-28）.
- （英文）medicinal dosage and precautions: healthcomm.com （页面存档备份，存于）
- . Scientist Live. 2007-06-01  [2021-12-14]. （原始内容存档于2022-07-08）.
- . （原始内容存档于2021-06-18） （英语）.
- . Our Herb Garden. 2013-03-02  [2008-12-07]. （原始内容存档于2021-04-22） （美国英语）.
- . 藥用植物圖像數據庫.   [2021-12-14]. （原始内容存档于2022-04-07）.